# Levélbogárszerűek
A levélbogárszerűek (Chrysomeloidea) a rovarok (Insecta) osztályába, ezen belül a bogarak (Coleoptera) rendjébe és a mindenevő bogarak (Polyphaga) alrendjébe tartozó öregcsalád.

## Rendszerezés
Az öregcsaládba az alábbi 7 család tartozik:
- Cincérfélék (Cerambycidae) (Latreille, 1802)
- Levélbogárfélék (Chrysomelidae) (Latreille, 1802)
- Disteniidae (Thomson, 1860)
- Aknázóbogár-félék (Megalopodidae) (Latreille, 1802)
- Barkabogárfélék (Orsodacnidae) (Thomson, 1859)
- Oxypeltidae (Lacordaire, 1869)
- Vesperidae (Mulsant, 1839)

## Képek

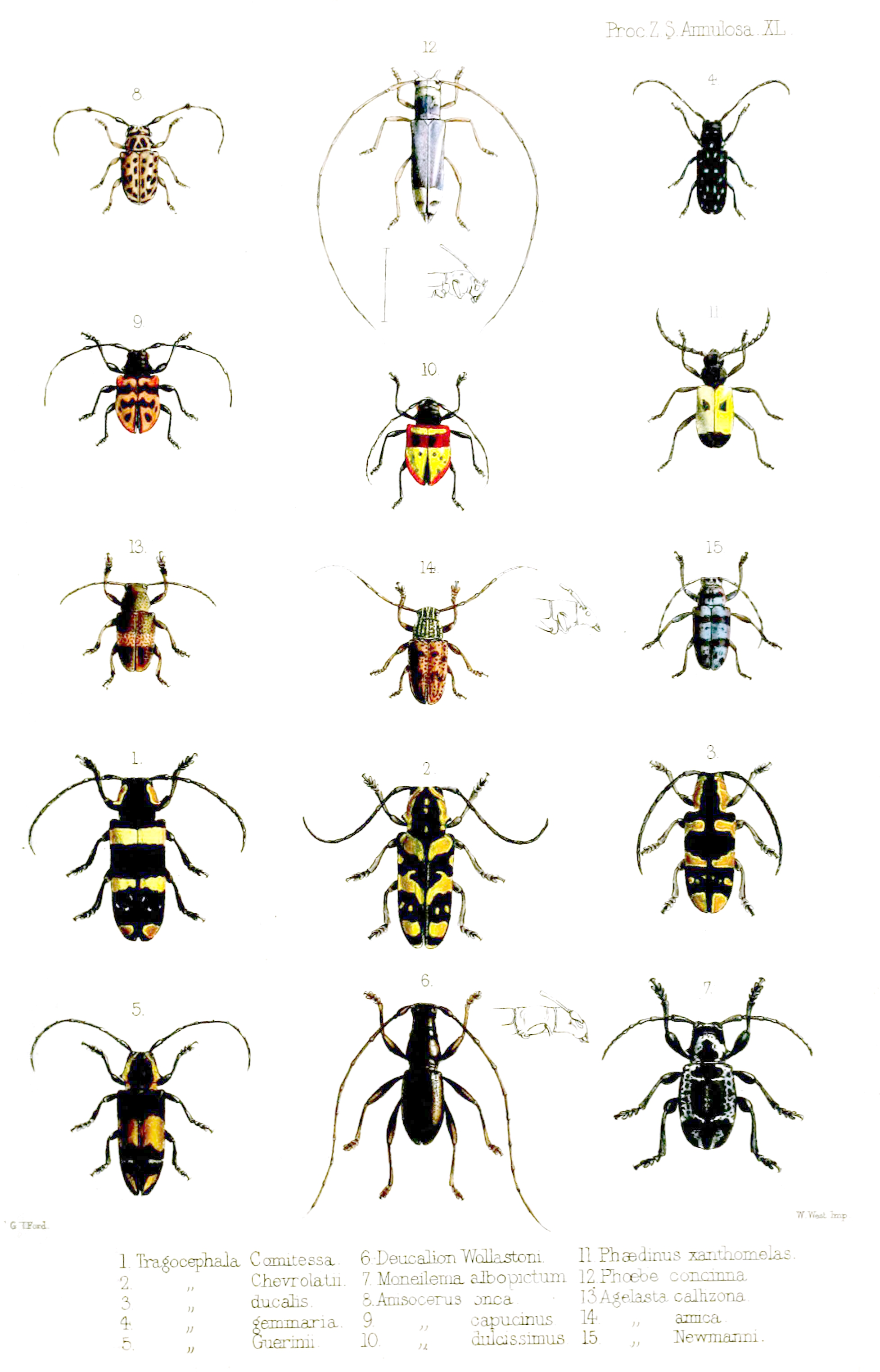
Különféle cincérek G.H.Ford 1856-os munkájából (Cincérfélék)
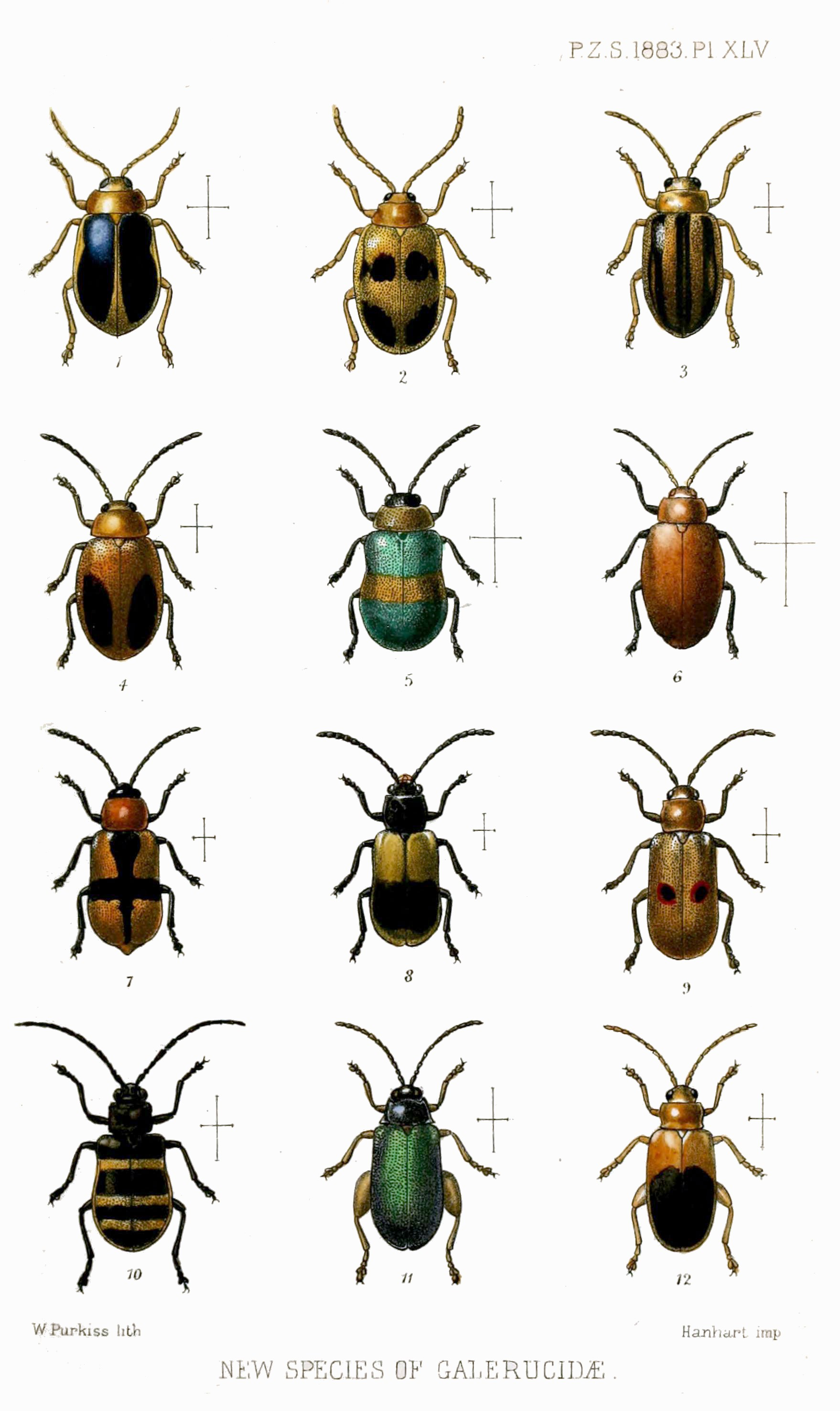
Különféle levélbogarak (Levélbogárfélék)
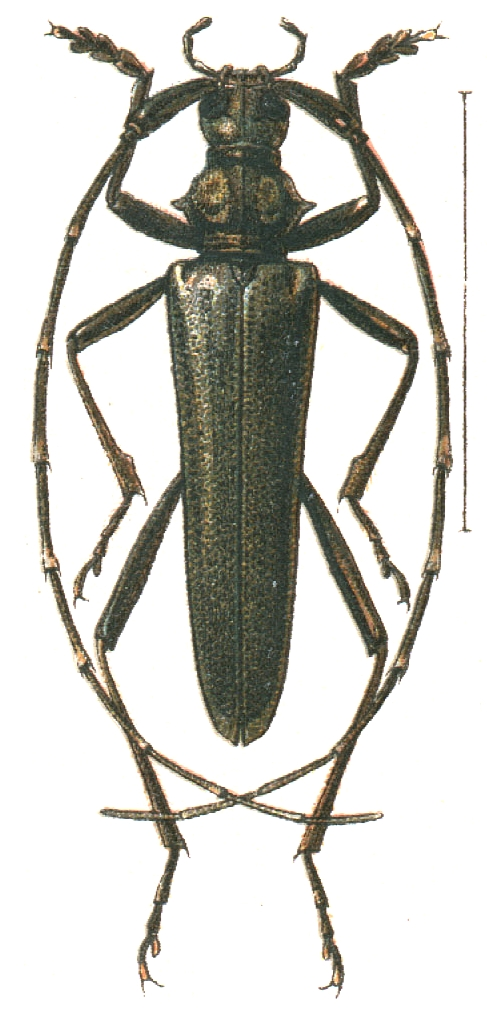
Distenia gracilis (Disteniidae)
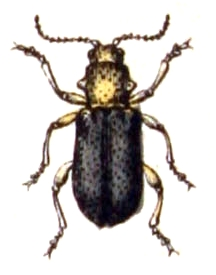
Zeugophora subspinosa (Aknázóbogár-félék)
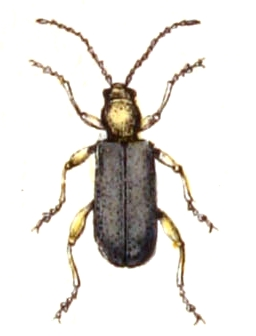
Csupasz barkabogár (Barkabogárfélék)
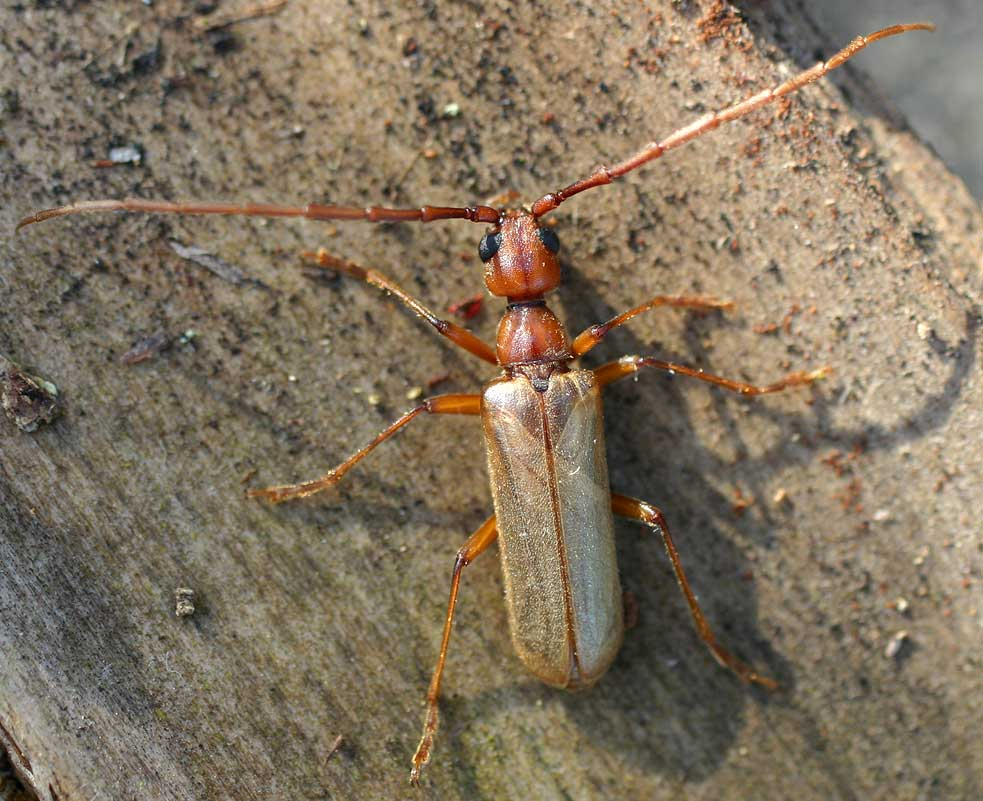
Vesperus strepens (Vesperidae)